# TeX Live
TeX Live ist die umfangreichste verfügbare TeX-Distribution.
TeX Live wird auf einer DVD-ROM vertrieben (TeX Collection) oder kann aus dem Internet frei heruntergeladen werden. Zudem wird TeX Live seit einiger Zeit von den meisten großen Linux-Distributionen mitgeliefert. Zusammengestellt wird die auf der TeX Directory Structure basierende Distribution von der TeX Users Group in Zusammenarbeit mit einigen lokalen TeX-Benutzergruppen, wie zum Beispiel mit der Deutschsprachigen Anwendervereinigung TeX.

## Geschichte
Das Projekt war ursprünglich von Sebastian Rahtz begründet worden und wird heute von Karl Berry geleitet.
TeX Live wird seit 1996 entwickelt und war ursprünglich direkt von CD-ROM/ DVD-ROM lauffähig – daher der Name. Seit 2010 kann die Distribution aufgrund des Datenumfangs nicht mehr direkt von der DVD ausgeführt werden. Da alle Installationsdateien komprimiert wurden, ist eine Installation auf Festplatte oder auf anderen Massenspeichern zwingend notwendig. Für den portablen Einsatz lässt sich TeX Live auch auf USB-Sticks installieren.
Seit die Distribution teTeX, die früher parallel zu TeX Live von Thomas Esser gepflegt wurde, nicht mehr weiterentwickelt wird, ist TeX Live stattdessen in vielen Linux-Distributionen enthalten.

## Umfang der Distribution
TeX Live enthält grundsätzlich alle Pakete, die auch auf dem Comprehensive TeX Archive Network vorhanden sind. Beschränkungen ergeben sich im Einzelfall für Pakete, die unter keiner freien Lizenz stehen.
Ab der Version 2008 verfügt die Distribution mit dem Programm tlmgr über einen eigenen Paketmanager; u. a. können damit auch Pakete vom Comprehensive TeX Archive Network hinzugefügt und aktualisiert werden. Ein Upgrade auf eine höhere Version von TeX Live ist derzeit mithilfe des Paketmanagers nicht möglich.
Seit 2009 werden der Editor TeXworks und die Sprache Asymptote zur Beschreibung von Vektorgrafiken mit ausgeliefert.
Seit der Ausgabe 2010 nutzt pdfTeX das Paket epstopdf, um EPS-Grafiken automatisch in das PDF-Format umzuwandeln. Außerdem lassen sich mit dem neuen BibTeXu Literaturverzeichnisse auch in Unicode verarbeiten, und DVI-Dateien lassen sich mit dem Konverter dvisvgm in das SVG-Format wandeln.
Für TeX Live 2011 wurde erstmals für Unix-Plattformen ein experimentelles Upgrade über ein Shellskript angeboten und mit den folgenden Veröffentlichungen gepflegt. Die Literaturverwaltung Biber wurde in die Distribution aufgenommen. Seit TeX Live 2012 können die Erweiterung pdfTeX und der Treiber dvips mit Dateigröße über 2 GB umgehen, dvips bettet außerdem standardmäßig die 35 PostScript-Basisschriften in die Ausgabedatei ein. In TeX Live 2013 gab es Veränderungen an der Verzeichnisstruktur. Außerdem unterstützt MetaPost nun nativ die Ausgabe von PNG-Dateien und Gleitkommazahlen; LuaTeX kann externe PDF-Daten verarbeiten.
In den Ausgaben 2012 bis 2014 gab es nur kleine Aktualisierungen. Seit TeX Live 2013 können die mikrotypografischen Feinheiten aus dem Paket microtype auch mit XeTeX und LuaTeX genutzt werden. In der Version 2014 entfiel die Unterstützung für die veraltete Plattform Windows XP. In der Ausgabe 2015 gab es auch nur Detailänderungen. PdfTeX unterstützt JPEG-Exif und JFIF. In LuaTeX ist die Bibliothek newtokenlib zum Scannen von Token integriert. Um Platz zu sparen, unterstützt die 2015-DVD weniger Plattformen, diese lassen sich jedoch online installieren. TeX Live 2017 wird mit LuaTeX 1.04 ausgeliefert. Bereits in LuaTeX 0.85 kam es zu beträchtlichen Veränderungen bei den Primitiven; das Paket luatex85 bietet Kompatibilität zu pdfTeX. Der Paketmanager tlgmgr testet die zu installierenden Pakete auf deren Integrität, wenn auf dem System GnuPG vorhanden ist. Neu in die Distribution aufgenommen wurden der Indexprozessor upmendex und das Programm gregorio zum Setzen Gregorianischer Choräle mit dem Paket gregoriotex.
TeX Live 2018 ist die erste Version, in der der LaTeX-Kernel auch für pdfTeX UTF-8 als Eingabekodierung erwartet. Kompatibilität mit früheren LaTeX-Ausgaben wird mit dem Paket latexrelease, mit der Anpassung des Pakets inputenc oder mit dem Befehl \UseRawInputEncoding im Quelltext eines Dokuments hergestellt. Neu aufgenommen wurden tlshell und tlcockpit, zwei grafische Frontends zu dem Paketmanager tlmgr. Die Bibliothek Kpathsea 6.3.0 führt nach einer erfolglosen Suche auf unixoiden System einschließlich macOS standardmäßig eine weitere case-insensitive Suche durch.

## MacTeX
Für macOS gibt es MacTeX, das neben TeX Live noch weitere Hilfsprogramme enthält, insbesondere eine eigene Oberfläche zu dem Paketmanager tlmgr, die TeX Live Utility, den Editor TeXShop und die Literaturverwaltung BibDesk. Sind auf dem System mehrere Versionen von MacTeX installiert, kann zwischen ihnen über einen Menüeintrag in der TeX Live Utility gewechselt werden. Bis einschließlich MacTeX 2015 war diese Funktion in den Systemeinstellungen von Mac OS X zu finden.
TeX Live kann auch über MacPorts installiert werden.
Vor MacTeX gab es von 1998 bis 2007 den i-Installer von Gerben Wierda, der auf teTeX von Thomas Esser beruht hatte. Der i-Installer war in den ersten Jahren nach der Einführung von Mac OS X und dem Auslaufen des Supports für die Shareware OzTeX von Andrew Trevorrow die Standard-TeX-Distribution auf dem Mac. Wierda leistete viele Vorarbeiten, die auch weiterhin in TeX-Anwendungen in Gebrauch sind.